# Campeonato da Argélia de Ciclismo em Estrada
Os Campeonatos da Argélia de Ciclismo em Estrada são organizados anualmente de forma ininterrupta para determinar o campeão ciclista da Argélia de cada ano, na modalidade. O título é outorgado ao vencedor de uma única prova, na modalidade de em linha. O vencedor obtêm o direito de usar a maillot com as cores da bandeira argelina até ao campeonato do ano seguinte, unicamente quando disputa provas em linha.
O corredor mais laureado é Cherif Merabet, com cinco vitórias.

## Palmares
| Ano  | Vencedor              | Segundo                | Terceiro                 |
| 1998 | Hicham Menad          | Omar Slimane Zitoune   | Billal Derbal            |
| 1999 | Hakim Hamza           | Redouane Hamza         | Khelil Haddad            |
| 2000 | Fares Allik           | Omar Slimane Zitoune   | Fethi Medjami            |
| 2001 | Redouane Salah        | Azzeddine Madani       | Mourad Mezned            |
| 2003 | Cherif Merabet        |                        |                          |
| 2004 | Cherif Merabet        |                        |                          |
| 2005 | Cherif Merabet        |                        |                          |
| 2006 | Cherif Merabet        |                        |                          |
| 2007 | Cherif Merabet        | Rostom Slimane Zitoune | Omar Slimane Zitoune     |
| 2008 | Redouane Chabaane     | Azzeddine Lagab        | Cherif Merabet           |
| 2009 | Azzeddine Lagab       | Abdelmalek Madani      | Karim Charif             |
| 2010 | Azzeddine Lagab       | Hichem Chaabane        | Ismail Lalouchi          |
| 2011 | Youcef Reguigui       | Azzeddine Lagab        | Abdellah Ben Youcef      |
| 2012 | Azzeddine Lagab       | Abdelmalek Madani      | Youcef Reguigui          |
| 2013 | Hichem Chaabane       | Abdelmalek Madani      | Mouadh Betira            |
| 2014 | Abdelbaset Hannachi   | Azzeddine Lagab        | Abdelmalek Madani        |
| 2015 | Abderrahmane Mansouri | Abdelmalek Madani      | Hichem Mokhtari          |
| 2016 | Abderrahmane Mansouri | Nassim Saidi           | Fayçal Hamza             |
| 2017 | Youcef Reguigui       | Azzeddine Lagab        | Abderrahmane Mehdi Hamza |
| 2018 | Youcef Reguigui       | Yacine Hamza           | Oussama Mansouri         |